# 浅利一郎
浅利 一郎（あさり いちろう、1950年 - ）は日本の経済学者。放送大学特任教授、静岡大学名誉教授。学位は、経済学修士（一橋大学）。

## 概要
「静岡県経済の研究」や「地域経済の分析」といった地元に密着したテーマを研究している。静岡大学人文社会科学部経済学科では「理論と情報分野」の教授として、長年、「マクロ経済学」の講義などを担当した。また、過去には非常勤講師として静岡産業大学、放送大学、大阪経済大学、明治学院大学、静岡英和学院大学でも講義を担当した。

## 略歴
- 1950年 東京都に生まれる。
- 1973年 静岡大学人文学部法経学科経済学専攻卒業。
- 1978年 一橋大学大学院経済学研究科（理論経済学及び統計学専攻）博士課程中途退学。経済学修士。
- 1978年- 静岡大学人文学部。
- 2005-2006年 スウェーデン王国ヨーテボリ大学School of Business, Economics and Law に客員教授（guest professor）として在外研究[2]。
- 2007-2009年 静岡大学人文学部長
- 2010-2012年 静岡大学副学長（企画・評価担当）
- 2013-2014年 静岡大学理事・副学長（企画戦略担当）
- 2016年-　放送大学　特任教授（静岡学習センター長）

## 著作

### 学術論文
以下では、静岡大学教員データベースに登録されている学術論文の内、掲載誌が明記されているものを全て列挙する。なお、静岡大学『経済研究』とは、静岡大学学内のみで出版・流通されている紀要である。
- 「利潤率と実質賃金率の動的関係」（1994年1月、静岡大学『経済研究』42/3-4,53-79(27)、査読無）
- 「景気循環の非線形モデル・アプローチ -Hoph Biturcation Theorem-」（1997年1月、静岡大学『経済研究』1/3-4,105-128、査読無）
- 『IT時代のマクロ経済学』（2001年、実教出版、ISBN-13:978-4407028133）
- 「オートマトンネットワークによる市場の自己組織化の計算機シミュレーション」（2001年1月、静岡大学『経済研究』5/4 47、査読無）
- 「全国‐静岡県連結産業連関表による地域経済の構造分析―地域連結産業連関表の作成と応用―」 （2010年3月、静岡大学『経済研究センター研究叢書』所収、査読無）
- 「自己組織系としての市場システムの形成」（2002年1月、『社会・経済システム学会』第21･22合併号所収、査読無）
- 「完全分離法の並列的拡張による多地域間産業連関用の理論と手順」（2011年2月、土居英二と共著、静岡大学『経済研究』15/4、査読無）
- 「完全分離法の垂直的拡張による多地域間連結産業連関表の理論と手順」 （2012年2月、土居英二と共著、静岡大学『経済研究』16/4,133-155、査読無）
- 「『全国』－『静岡県』－浜松市の連結産業連関表とその応用分析」（2013年2月、土居英二と共著、静岡大学『経済研究』17/4,221- 246、査読無）

### その他
経済学教育学会にも所属しており、学術論文や専門書よりも学部生や一般向けの参考書や紹介記事を積極的に執筆している。
- 『はじめよう地域産業連関分析』（日本評論社、1996年、土居英二ほかとの共著)
- 『はじめよう経済学のためのMathematica』（日本評論社、1997年、石橋太郎・久保徳次郎・山下隆之との共著）
- 「内生的景気循環論と複雑系」（1997年1月、『経済セミナー』(June 1997)所収、査読無）
- 『はじめよう経済学のための情報処理――Excelによるデータ処理とシミュレーション』（日本評論社、1998年、土居英二ほかとの共著）
- 「経済学教育と数式処理システム」（1999年1月、『コンピュータ&エデュケーション』所収、査読無）
- 『はじめよう経済学のための情報処理――Excelによるデータ処理とシミュレーション』改訂新版（日本評論社、2004年、山下隆之・榎本正博ほかとの共著）
- 『はじめよう経済学のための情報処理――Excelによるデータ処理とシミュレーション』第３版（日本評論社、2008年、山下隆之・石橋太郎ほかとの共著）
- 『はじめよう経済数学』（日本評論社、2003年、(山下隆之との共著）
- 「静岡県経済成長のメカニズム」（2010年3月、静岡大学人文学部『地域研究』所収、山下隆之・上藤一郎・高瀬浩二との共著、査読無）
- 『地域間産業連関分析の理論と実際』  、日本評論社・2016年、（土居英二との共著)